# Martín Medina
Martín Medina (Asunción; 11 de octubre de 1992) es un presentador de radio y televisión de Paraguay. Conocido por conducir el programa de televisión "Elevados" emitido por Unicanal.

## Biografía
Martín Medina nació en la ciudad de Asunción de la República del Paraguay. A los 18 años, en el 2011, inició su carrera en los medios con el programa "La Venus de Milva" con Milva Gauto en Radio Venus. Luego de la cancelación del programa por parte de los dueños de la radio, el equipo entero, compuesto por Milva Gauto, Juan Torres y Martín Medina fueron contratados por la emisora Radio Urbana de propiedad del Grupo Vierci en el 2013, programa llamado "Milva Imperio Urbano" con una duración de 3 años. Esta incorporación a la empresa fue muy publicitada por el hecho de que los despidos en Radio Venus generaron demandas y prensa hablando del tema.
En el 2018 debutó en televisión con la conducción y producción de su propio programa llamado "Elevados" por Unicanal con el cual ya lleva dos temporadas.

## Carrera Radial
- Radio Venus - 2011 a 2013
- Radio Urbana - 2013 a 2016

## Televisión
- "Elevados" - Unicanal - 2018 (Dos temporadas)